# لي لنتش (كاتبة)
لي لنتش (بالإنجليزية: Lee Lynch)‏ (1945)؛ كاتِبة روائية أمريكية، اشتهرت بأعمالها الخيالية وغير الخيالية عن مواضيع تتناول السحاقيات.